# Пикки, Джованни
Джованни Пикки (итал. Giovanni Picchi; 1571 или 1572 — 17 мая 1643) — итальянский композитор, органист, лютнист и клавесинист переходного периода от эпохи ренессанса к эпохе раннего барокко. Один из последних представителей венецианской школы, оказал большое влияние на развитие и разделение инструментальных форм, которые только начинают появляться, например, сонаты и инструментальные канцоны.

## Биография
О ранних этапах жизни Джованни Пикки известно мало, приблизительное время его рождения (1571 или 1572) выведено из записи о его смерти от 17 мая 1643, в которой говорится, что ему было 71 год. Первое документальное свидетельство о нём весьма необычно: это рисунок на титульном листе учебника танцев «Nobilta di Dame» Фабрицио Карозо от 1600, где он изображен как лютнист. В начале 1607 был принят на должность органиста в венецианский собор Санта-Мария-Глорьоза-дей-Фрари, где он работал с 1615 по 1625. 5 марта 1623 он был назначен органистом в Скуола Сан-Рокко, и таким образом он стал совмещать 2 работы (здания обоих соборов находятся друг перед другом). В 1624 Пиччи предложил свою кандидатуру на должность второго органиста в Соборе Сан-Марко, но вместо него был избран Джованни Пьетро Берти.

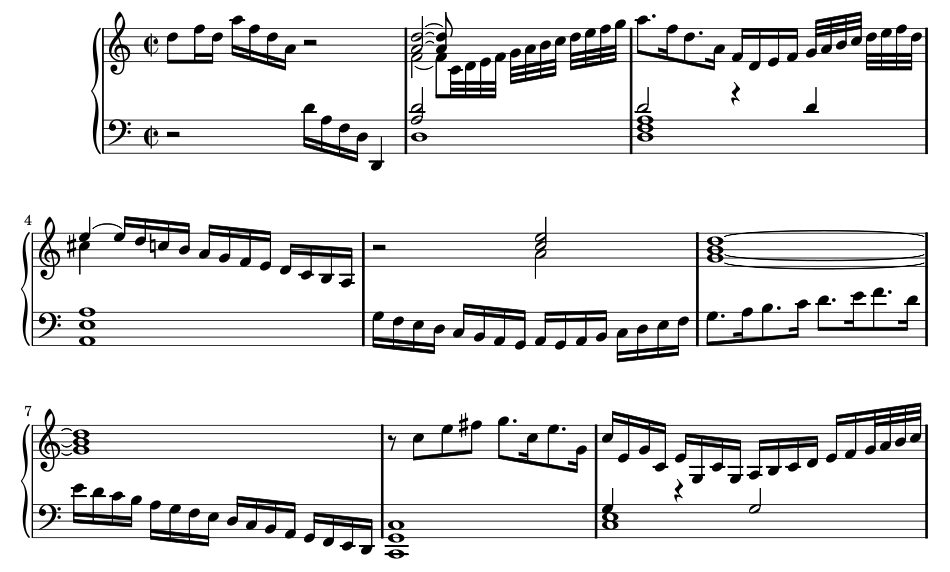
Токката из Книги Фицуильяма

## Творчество
Как и для некоторых других композиторов переходного периода, в произведениях Пикки можно выделить 2 стиля: ренессансный и барочный. В ренессансном стиле написаны все канцоны и сонаты, где он строго следует традициям венецианской школы, а также некоторые танцы, написанные в народной вариационной манере. Подавляющее творчество Пикки написано в новом раннебарочном стиле. Это заметно в его произведениях, написанных для клавесина.
Из музыки Пикки в основном сохранились инструментальные произведения. Одна токката для клавесина входит в «Вёрджинальную книгу Фицуильяма» (как это случилось, неизвестно — в сборник вошли в основном только произведения английских авторов, итальянской музыки очень мало) и три пассамеццо сохранились в туринской рукописи. В 1619 был опубликован сборник танцевальной музыки для клавесина «Intavolatura di balli d’arpicordo», куда вошли также произведения Пикки и других авторов. В 1625 он издал сборник «Canzoni da sonar», состоящий из 16-ти канцон и трёх сонат для различных комбинаций духовых и струнных инструментов.
Его клавесинные танцы делятся на три вида: танцы в трёхдольном размере, парные танцы в трехдольном размере сальтарелло и пьесы с бассо остинато. Большинство работ с остинато использовали рисунок танцев романеско. Как и другие его современники, он экспериментировал с размерами и ритмами, создавая для танцев новые ритмоформулы, которые лягут в основу барочной сюиты. Также он окончательно утверждает порядок, при котором за двудольным танцем идёт трёхдольный, монотематизм во всех частях сюиты, что станет стандартом для следующего поколения композиторов.
Свои инструментальные канцоны Пикки создавал в различных видах инструментального письма, что имело исключительную важность для более поздних форм, таких как концерт. В частности, он использовал четко определенные концертино, ритурнель и каденции в своей инструментальной музыке, следуя и развивая практику, заложенную творчеством Джованни Габриели и других композиторов венецианской полифонической школы. Самыми инновационными его сочинениями были работы для концертино, которые определили будущие работы композиторов среднего Барокко, например, таких как Арканджело Корелли. Пикки использовал и вариации, сохраняющие структуру темы, и эффекты эха и оркестровывал их для различных инструментов, включая скрипки (виолы), фаготы и тромбоны в одной пьесе.
Судя по всему, Пикки использовал термины «канцона» и «соната» как взаимозаменяемые, называя одну и ту же пьесу в разных источниках по-разному, что не удивительно, так как в то время терминология не устоялась, и многие композиторы называли свои произведения, не придерживаясь строгих правил. Разделение этих форм начнется только в начале XVII века.

## Работы

### Для клавесина
- Intavolatura di Balli d'Arpicordo, 8 пьес для клавесина. Издание Алессандро Винченти, Венеция 1618, переиздан в 1621, единственное издание, дошедшее до наших дней.

1. Pass'e mezzo antico di sei parti
2. Saltarello del ditto pass'e mezzo
3. Ballo ditto il Pichi
4. Ballo ditto il Stefanin
5. Ballo alla Polacha con il suo Saltarello
6. Ballo Ongaro Il suo Balletto
7. Todescha con il suo Balletto
8. Padoana ditta la Ongara con l’Ongara a un’altro modo

- Три Pass'e mezzi, Турин, Национальная библиотека, Ms Coll. Foà VII.

1. Passo e Mezo
2. Saltarello del detto
3. Passo e Mezo

- Toccata, из Книги Фицуильяма.

### Канцоны
- Canzoni da sonar con ogni sorte d'istromenti для 2-4, 6 или 8 голосов и бассо континуо, издание Алессандро Винченти 1625.
  - Canzon Decima Ottava
  - Canzon Decima Quarta a 6 "Ad Graduale"
  - Canzon Decima Quinta
  - Canzon Decima Nona
  - Canzon no 14 a 6
  - Canzon no 15 a 6
  - Canzon no 17 a 8
  - Canzon no 18 a 9
  - Canzona no 19 a 8 "A Doi Chori"
  - Sonata sesta decima a 6.

### Вокальные произведения
- Salve Christe, мотет для солиста и бассо континуо, из коллекции Леонардо Симонетти Ghirlanda Sacra, опубликованной у Гардано в Венеции 1625; редактировано Маньи, Венеция 1636.